# Хорошёвская волость (Московская губерния)
Хорошёвская (Хорошовская) волость — волость Московского уезда Московской губернии Российской империи, существовавшая до 1918 года. На востоке граничила с Москвой, на юге — с Троицко-Голенищевской волостью, на западе — с Звенигородским уездом, на севере — с Всехсвятской волостью.
Дворцовая конюшенная Хорошёвская волость существовала с 1631 по 1861 годы. В 1861 году в ходе крестьянской реформы она была преобразована в Хорошёвскую волость 3-го стана Московского уезда. Административным центром волости являлось село Хорошёво. Там располагалось волостное правление и квартира урядника. В справочной книжке 1890 года отмечалось: «Жители Хорошовской волости занимаются разведением для продажи картофеля; зерновой хлеб сеют в малом количестве, так как вся волость получила ограниченный надел; живут, по преимуществу, отхожими в Москве промыслами: типографским; полотерным; легковым извозом; приготовлением пакетов для писем; клееньем коробочек для аптек; производством телег, саней; выделкою недорогих обоев; торговлею соломою, дровами, которые ими приготовляются из скупаемых, идущих по р. Москве плотов; зимою некоторые селения возят на близлежащие фабрики торф».
В начале XX века часть Хорошёвской волости была включена в состав 8-го стана Московского уезда. В 1917 году в результате расширения Москвы в состав города вошла часть территории Хорошёвской волости. 18 июня 1918 года постановлением Московского уездного совета Хорошёвская волость была включена в состав Кунцевской волости.
В настоящее время территория Хорошёвской волости находится в составе Северо-Западного и Западного округов Москвы, подмосковных Красногорского и Одинцовского районов.

## Населённые пункты
По состоянию на начало XX века, в состав Хорошёвской волости входили следующие населённые пункты:
| Вид       | Наименование         | Население | Население | Население | Население | Расстояние до Москвы (вёрст) | Расстояние до волостного центра (вёрст) |
| Вид       | Наименование         | 1852      | 1859      | 1890      | 1899      | Расстояние до Москвы (вёрст) | Расстояние до волостного центра (вёрст) |
| --------- | -------------------- | --------- | --------- | --------- | --------- | ---------------------------- | --------------------------------------- |
| местность | Баньки               |           |           |           | 1194      | 19                           | 11                                      |
| деревня   | Гальево              | 206       | 246       | 307       | 143       | 22                           | 11                                      |
| село      | Губайлово-Знаменское | 68        |           | 133       | 188       | 20                           | 11                                      |
| деревня   | Екатериновка         | 41        | 62        | 63        | 67        | 14                           | 4                                       |
| деревня   | Карамышево           | 113       | 134       | 148       | 144       | 6                            | 1                                       |
| село      | Крылатское           | 499       | 553       | 592       | 367       | 10                           | 3                                       |
| деревня   | Луки                 | 143       | 180       | 240       | 138       | 15                           | 6                                       |
| деревня   | Мнёвники             | 603       | 647       | 726       | 438       | 6                            | 2                                       |
| деревня   | Мякинино             | 192       | 217       | 273       | 176       | 15                           | 7                                       |
| село      | Павшино              | 645       | 705       | 892       | 1043      | 17                           | 8                                       |
| деревня   | Пенягино             | 228       | 226       | 306       | 368       | 16                           | 10                                      |
| село      | Ромашково            | 586       | 687       | 789       | 788       | 16                           | 9                                       |
| деревня   | Рублёво              | 162       | 201       | 188       | 145       | 16                           | 7                                       |
| деревня   | Татарово             | 335       | 443       | 456       | 492       | 8                            | 1,5                                     |
| деревня   | Терехово             | 258       | 283       | 306       | 356       | 7                            | 3                                       |
| село      | Троицкое-Лыково      | 420       | 481       | 659       | 416       | 10                           | 4                                       |
| село      | Хорошово             | 202       | 246       | 344       | 276       | 7                            |                                         |
| деревня   | Черепково            | 224       | 241       | 285       | 128       | 13                           | 5                                       |
| деревня   | Чернево              | 262       | 337       | 356       | 247       | 22                           | 13                                      |
| деревня   | Шелепиха             | 214       | 303       | 387       | 1070      | 1,5                          | 6                                       |
| деревня   | Щукино               | 160       | 237       | 301       | 276       | 7                            | 3                                       |